# Toichobat

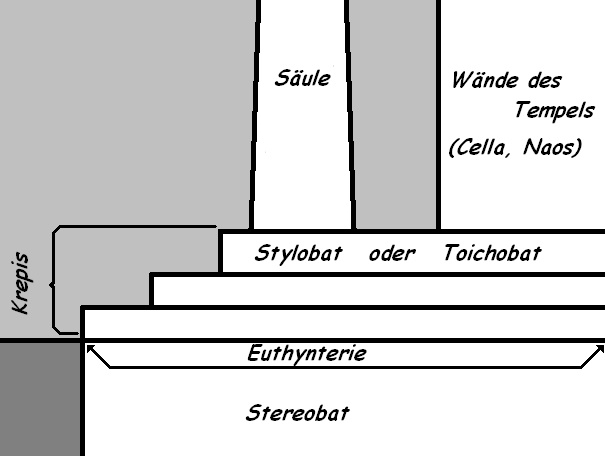
Der Unterbau des griechischen Tempels

Als Toichobat (altgriechisch τοιχοβάτης toichobates, von τοῖχος toichos „Wand“ und βατός batos „gangbar, besteigbar“ [selbst Ableitung von βαίνω baino „schreiten, gehen“]) wird die oberste, bereits sichtbare Schicht des Wandfundamentes oder die oberste Stufe der Krepis, des Stufenunterbaus griechischer Tempel, bezeichnet, wenn auf ihr nur Wände errichtet sind wie beim Antentempel. Bei Ringhallentempeln wird der Toichobat meist betont, indem er sich ein wenig über die umgebenden Pteronplatten erhebt. Bei ionischen Tempeln ist er dann oft mit einem Torus- und Wellenprofil (Kymation) verziert.
Bei Tempeln, die wie der Peripteros eine Säulenstellung aufweisen, wird die Säulen tragende oberste Stufe der Krepis als Stylobat bezeichnet. 